# Campylopus subnitens
Campylopus subnitens är en bladmossart som beskrevs av Kaalaas 1912. Campylopus subnitens ingår i släktet nervmossor, och familjen Dicranaceae. Inga underarter finns listade i Catalogue of Life.